# Dia de Orações pelos Prisioneiros (Polônia)

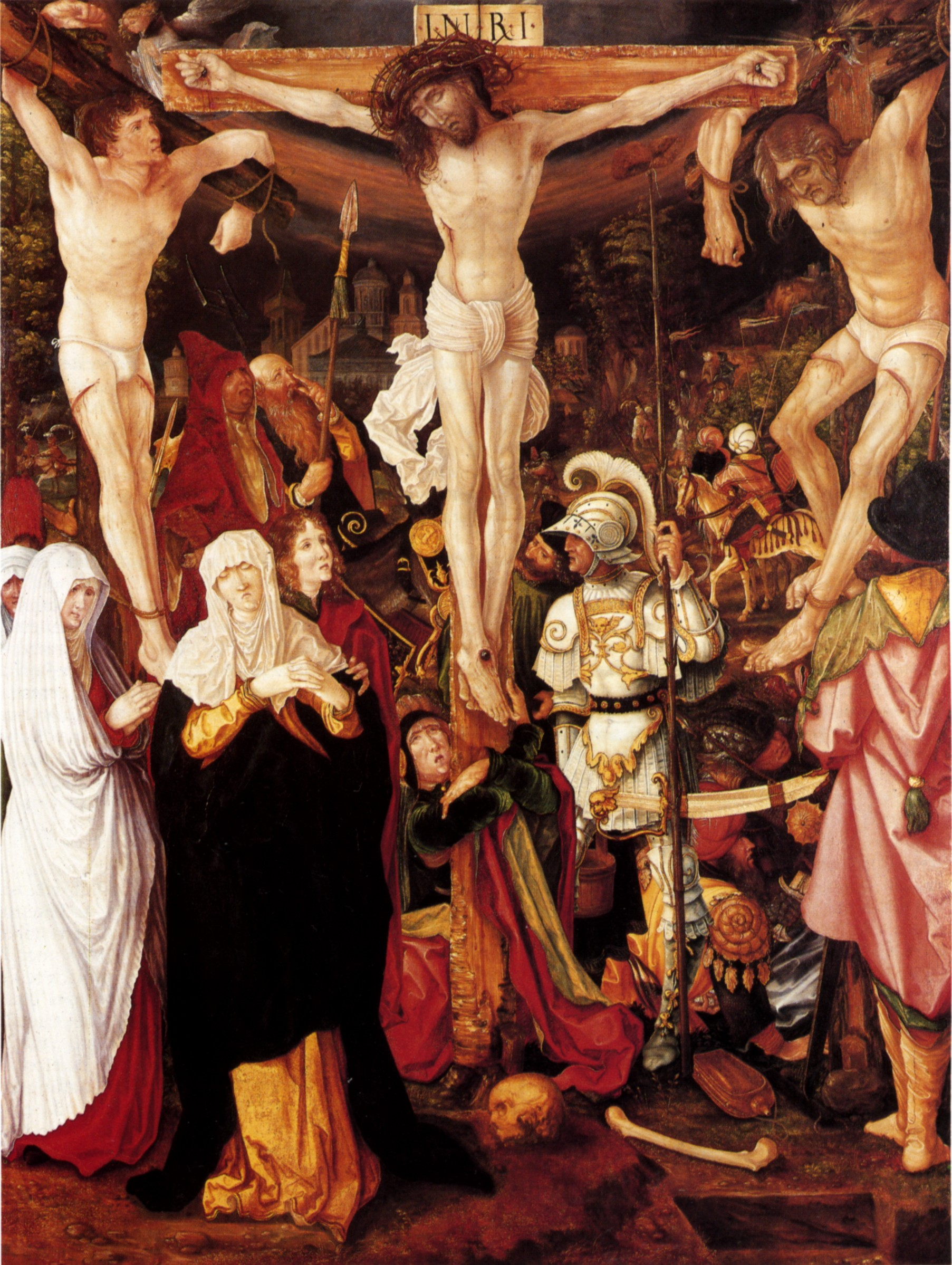
Crucificação de Jesus com o ladrão penitente e o ladrão impenitente (imagem central do Altar Bockstorfer na Catedral de Konstanz, pintada em 1524)

O Dia de Orações pelos Prisioneiros é um feriado católico polonês celebrado todos os anos em 26 de março, estabelecido na Conferência Episcopal Polonesa durante a 347ª Reunião Plenária do Episcopado (10-11 de março de 2009). Este é também o dia memorial do Ladrão Penitente (conhecido também como Bom Ladrão), um patrono dos prisioneiros.
A iniciativa de instituir o novo feriado partiu da Associação Evangélica de Ajuda aos Presos "Irmandade Prisional" de Varsóvia, representada pelo seu fundador, Rev. Jan Sikorski, e o capelão-geral da prisão polonês, Rev. Paweł Wojtas (que era então vice-presidente da Comissão Internacional de Pastoral Prisional Católica).
Neste dia, por muitos anos, a Irmandade Prisional organizou uma peregrinação de representantes dos prisioneiros ao Mosteiro Jasna Góra em Częstochowa, o principal santuário mariano polonês. A ideia por trás do estabelecimento do Dia de Orações para os Presos é a necessidade de rezar por todos os presos, mas especialmente por aqueles que se dissociam inteiramente de Deus, que não veem sentido na conversão ou perderam a fé na Divina Misericórdia. O Papa João Paulo II durante sua quarta visita pastoral à Polônia em 1991, visitou a prisão de Płock e disse: Você está condenado, isso é verdade, mas você não está condenado. Cada um de vocês pode, com a ajuda da graça de Deus, tornar-se santo.
Em 2016, a Associação de Ajuda Evangélica para Prisioneiros "Prison Brotherhood" foi dissolvida e substituída pela Associação Prison Brotherhood Samarytania em Bydgoszcz, enquanto o Rev. Jan Sikorski tornou-se seu Membro Honorário.